# Henri Petri

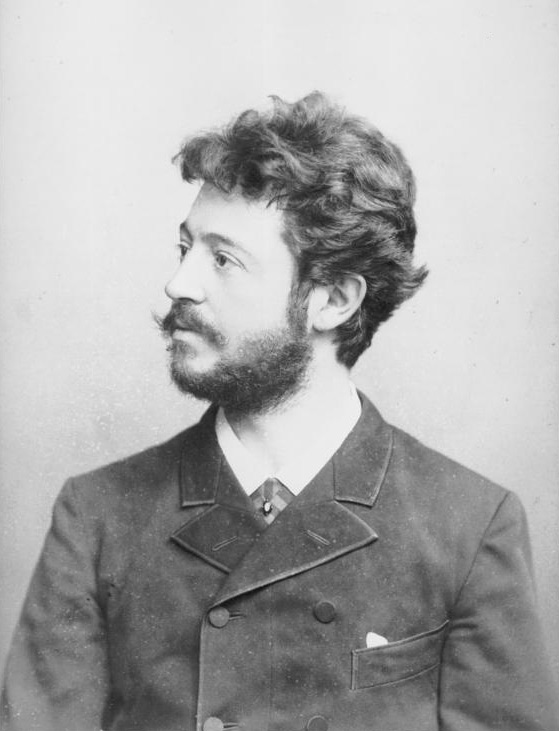
Henri Petri (ca. 1880)

Henri Wilhelm Petri (* 5. April 1856 in Zeist (bei Utrecht); † 7. April 1914 in Dresden) war ein niederländischer klassischer Violinist und Komponist.

## Leben
Seine Jugendjahre verbrachte Petri in Utrecht, wo sein Vater Oboist in der städtischen Kapelle war. Zunächst erhielt er von diesem Violinunterricht, nach dem Tod seines Vaters vom dortigen Konzertmeister Dahmen, ab 1871 drei Jahre bei Joseph Joachim in Berlin und schließlich in Brüssel.
1877 war er als Solist in London, danach Konzertmeister in Sondershausen und Hannover, ab Oktober 1882 Konzertmeister des Gewandhausorchesters in Leipzig und ab 1889 „Königlich Sächsischer Konzertmeister“ der Dresdner Hofkapelle. Während seiner Leipziger Zeit war er außerdem Mitglied des Gewandhaus-Quartetts. In Dresden begründete er das Petri-Quartett. 1910 setzte sich Petri aus Versehen auf die Stradivari der Dresdener Staatskapelle und beschädigte diese dabei schwer.
Petri trat als Komponist mit Violinstücken und Liedern hervor.
Er ist der Vater des Pianisten Egon Petri. Seine Tochter Helga Petri war von 1914 bis 1919 mit dem Hofopernsänger Hanns Lange verheiratet.
Der Maler Robert Sterl porträtierte Henri Peter 1906.